# Filip al VI-lea al Franței
Filip al VI-lea al Franței (n. 17 noiembrie 1293, Fontainebleau, Île-de-France, Franța – d. 22 august 1350, Reims, Franța), cunoscut și ca Norocosul (franceză Le Fortune) sau de Valois, a fost un rege al Franței din 1328 până la moartea sa în 1350. El a fost, de asemenea, Contele de Anjou, Maine și Valois 1325 - 1328. A fost un membru al dinastiei Capețienilor, el fiind fiul lui Carol de Valois (care era fratele regelui Filip al IV-lea al Franței, tatăl lui Carol al IV-lea) și primul rege al Franței din Casa de Valois.
La moartea lui Charles al IV-lea (survenită în 1328), Filip, în fața opoziției partizanilor lui Eduard al III-lea, a preluat tronul până când văduva lui Charles al IV-lea a reușit să nască. În luna august a aceluiași an a izbucnit o revoltă în Flandra. Perioada domniei sale a coincis cu începutul Războiului de 100 de ani și a Marii Ciume care a mistuit Europa. La scurt timp, Robert de Artois( cel care l-a ajutat pe Filip să obțină tronul) a devenit din prieten dușman. Eduard al III-lea dorea să preia tronul Franței, după stingerea Dinastiei Capețienilor.
Filip a invocat Legea Salică, care nu permitea accesul la tron a descendenților de pe linie femeiască. Atfel, Eduard i-a negat dreptul lui Eduard de a deveni rege. În anul 1340 francezii au fost învinși în bătălia navală de la Sluys.
În anul 1346, Eduard al III-lea îl învinge pe Filip în bătălia de la Crécy. În anul 1347, englezii vor captura orașul Calais, pe care îl vor deține timp de două secole. În același an, a fost încheiat un armistițiu între englezi și francezi, tocmai când ciuma începuse să devasteze Franța.
Filip al VI-lea de Valois a murit în anul 1350. La moartea sa, Franța era divizată de război și ciumă.